# Le Drame de l'an 3000
Le Drame de l'an 3000 est un roman français de science-fiction écrit par Aimé Blanc, publié en 1946, avec une seconde publication en 1971, dans le cadre d'une édition au profit des orphelins du Foyer de Cachan.

## Personnages principaux
- Jean Léone
- Claude Soyer
- Dr Paul Hermann
- Henri de Juvénal
- Li-Tchang

## Résumé
L'histoire se déroule en l’an 3000, sur une Terre où, depuis l'an 2222, après une guerre nucléaire généralisée et la découverte de l'immortalité, il n'y a plus ni femmes ni enfants ni animaux. Les êtres humains, en créant l'immortalité, ont décidé de tous devenir des mâles. Au fil des siècles, néanmoins, le nombre d'humains a diminué pour atteindre le nombre de 100 000 citoyens, répartis dans une dizaine de villes. Malheureusement, des accidents viennent réduire cette population qui ne peut se régénérer, sans compter les suicides dus à l'isolement et à l'anomie.
Chaque personne dispose d'un corps dans chacune des villes et seul son esprit vient habiter successivement ces différents corps au gré de ses déplacements. Vivant dans un monde où ils se nourrissent d'aliments synthétiques et sous l'égide d'une météorologie artificiellement réglée, les hommes ne consacrent que deux heures par jour au service de la société, ce qui leur laisse beaucoup de loisirs. Ainsi l'un des héros du roman, Jean Léone, emploie les siens à tenter de percer le mystère des temps anciens où les hommes pouvaient se reproduire et avaient des femmes et des enfants, mots totalement énigmatiques dont le sens s'est perdu.
Le récit évoque quelques semaines de la vie de Jean Léone, de son meilleur ami Claude Soyer, du poète libertaire et misanthrope Henri de Juvénal, du physiologiste Paul Hermann, du tibétain Li-Tchang.
Henri de Juvénal, qui a décidé de quitter la société des hommes a, avec Paul Hermann, découvert une caverne dans laquelle deux êtres humains avaient décidé de se faire cryogéniser. Alors que Paul Hermann souhaite disséquer ces deux êtres, Junéval veut révéler la découverte à Léone et Soyer. Lorsque les trois amis arrivent à la grotte, ils entrent en conflit avec Hermann. Ce dernier meurt durant le combat. Voyant que son ami Claude Soyer a été gravement blessé, Léone transfère son esprit dans le corps de la femme qu'Hermann avait sorti de léthargie. Puis, afin que l'esprit d'Hermann puisse survivre, Léone transfère l'esprit de ce dernier dans le cerveau du chien cryogénisé.
Pendant ces aventures, les humains ont décidé de se regrouper dans deux villes, dans un souci d'efficacité, de meilleure gestion des ressources et de maintien des liens sociaux afin d'éviter la solitude croissante. Le Grand Conseil mondial a décidé de regrouper les hommes dans deux villes : Paris et Pompéador. Alors que les hommes se regroupent dans ces deux villes, les habitants de Constantinople refusent de quitter leur ville, expliquant qu'ils ont été oubliés lors du regroupement et qu'ils ne sauraient choisir entre ces deux villes. Les invectives fusent entre les trois villes, dont les chefs décident de « punir » les habitants des autres villes. Constantinople est rasée en un premier temps, puis les deux villes restantes se détruisent mutuellement le même jour.
Quand Léone et Soyer, qui ont été quittés par Juvénal et le chien, reviennent près de Paris, ils trouvent une ville pulvérisée, dont il ne reste rien. Ils refont leur vie, en vivant de cueillette et d'agriculture. Puis, les affinités aidant, ils ont des relations sexuelles et deviennent un couple, qui permettra à la vie humaine de continuer à prospérer sur Terre.

## Citations
« Ceci se passait en l’an trois mille deux cent quarante-quatre de l'ère des Toufou, douze mille ans avant la périodique naissance du Christ que Dieu, sans se lasser, envoie pour rédempter ses créatures. L'Histoire a oublié les noms de Jean Léone et de Claude Soyer et, en toute simplicité, les a rebaptisés : ADAM et EVE. Vous connaissez la suite… »
— Dernier paragraphe du roman.